# Sofia Adlersparre
Sofia Adolfina Adlersparre (Olândia, 6 de março de 1808 – Estocolmo, 23 de março de 1862) foi uma pintora sueca.

## Biografia
Ela nasceu filha de um nobre luterano, Axel Adlersparre, governador de Öland, e Carolina von Arbin, e demonstrou talento para pintura na infância. Foi ensinada pelo artista C. F. Pedersen, e quando sua família se mudou para Estocolmo em 1830, ela foi educada pelos artistas Carl Gustaf Qvarnström (1810–1867), Johan Gustaf Sandberg e Olof Johan Södermark (1790–1848).